# Петър Деспотов
Петър Деспотов Грозданов е български актьор.
Роден е в Димитровград на 27 октомври 1948 г. Завършва ВИТИЗ „Кръстьо Сарафов" през 1973 г. със специалност актьорско майсторство в класа на професор Кръстьо Мирски.
Работи в Драматичен театър „Н. О. Масалитинов“ в Пловдив (1974) и Народен театър за младежта, София.

## Театрални роли
- „Нора“ (Хенрик Ибсен) – д-р Ранк
- „Конфликтна личност“ (Дончо Цончев) – Красимир
- „Дон Жуан“ (Г. Фигейредо) – дон Жуан

## Телевизионен театър
- „Чудото на свети Антоний“ (1987) (Морис Метерлинк) - доктора
- „Събитие на шосето Лондон-Калкута“ (1979) (Дончо Цончев)

## Филмография
| Година | Филми и Сериали                   | Серии | Роля                                                     |
| ------ | --------------------------------- | ----- | -------------------------------------------------------- |
| ?      | Прасенцето                        |       |                                                          |
| 1991   | Мълчанието                        |       | доктор Павлов                                            |
| ?      | Съгласно член 58                  |       |                                                          |
| 1987   | По здрач                          |       |                                                          |
| 1987   | Нощна тарифа                      |       | лекарят                                                  |
| 1986   | Поема                             |       |                                                          |
| 1985   | Тази кръв трябваше да се пролее   |       | Чинков                                                   |
| 1984   | Подарък в полунощ                 | 2     | майор Андрей Драгомиров                                  |
| 1984   | Дело 205/1913 П. К. Яворов        |       |                                                          |
| 1984   | Събеседник по желание             |       |                                                          |
| 1984   | Черните лебеди                    |       | Пламен                                                   |
| 1981   | Кристали                          |       | Кирил Клисуров, научен сътрудник и състудуент на Веселин |
| 1980   | Боянският майстор                 | 2     | зографът Илия                                            |
| 1980   | Зима                              |       | овчарят Петър                                            |
| 1980   | Въздушният човек                  |       | Величко красивия                                         |
| 1978   | Служебно положение ординарец (тв) |       | Младенов, поручикът                                      |
| 1978   | Златният ключ                     |       | богаташа Стамен                                          |
| 1976   | Чичовци                           | 2     | Мунчо                                                    |